# محمد لامی‌نژاد
محمد لامی‌نژاد یک بازیکن فوتبال اهل ایران است.